# Мандел, Харви
Харви Мандел (англ. Harvey Mandel; род. 11 марта 1945, Детройт, Мичиган, США) — американский гитарист, известный своим новаторским подходом к игре на электрогитаре. Будучи профессионалом в свои двадцать, он играл с такими коллективами как Canned Heat и the Rolling Stones, а также начал свою сольную карьеру. Мандел одним из первых начал применять технику двуручного тэппинга.

## Ранняя жизнь
Мандел родился в Детройте, Мичиган и вырос в Мортон-Гроув, пригороде Чикаго.

## Сольная дискография
- 1968 Cristo Redento (LP, Philips PHS 600-281)
- 1969 Righteous (LP, Philips PHS 600-306)
- 1970 Games Guitars Play (LP, Philips PHS 600-325)
- 1971 Baby Batter (LP, Janus JLS-3017), также изданный как Electronic Progress (Bellaphon, Germany)
- 1972 The Snake (LP, Janus JLS-3037), при участии Don "Sugarcane" Harris
- 1972 Get Off in Chicago (LP, Ovation OV/1415)
- 1973 Shangrenade (LP, Janus JLS-3047), при участии Don "Sugarcane" Harris
- 1974 Feel the Sound of Harvey Mandel (LP, Janus JLS-3067)
- 1975 The Best of Harvey Mandel  (LP, Janus 7014)
- 1993 Twist City (CD, Western Front WFE 10022)
- 1995 Snakes & Stripes (CD, Clarity Recordings CCD-1013)
- 1995 Harvey Mandel: The Mercury Years (Включает в себя первые три сольные альбома) (CD, PolyGram Records 314 528275-2)
- 1997 Planetary Warrior (CD, ESP/Lightyear/WEA, 54215-2)
- 1997 Emerald Triangle (CD, Electric Snake Productions ESP-9701)
- 1999 Snake Live (CD, MP3.com)
- 2000 West Coast Killers (Includes tracks missing from 'West Coast Killaz') (CD, MP3.com)
- 2000 Lick This (CD, Electric Snake Productions)
- 2003 West Coast Killaz (CD, Electric Snake Productions)
- 2003 NightFire featuring Harvey Mandel/Freddie Roulette (CD, Electric Snake Productions NF1470)
- 2006 Harvey Mandel and the Snake Crew (CD, Electric Snake Productions)
- 2009 Live at Biscuits & Blues (CD, Electric Snake Productions)[1]
- 2014 Dragons at Play  (CD, Electric Snake Productions)
- 2015 Snake Box  (Включает в себя первые пять сольных альбомов плюс Live at the Matrix 1968 года) (CD, Cleopatra CLP-CD-2100)
- 2016 Snake Pit  (CD, Tompkins Square TSQ 5296)
- 2017 Snake Attack (CD, RockBeat Records ROC-3357)
- 2018 Live at Broadway Studios, San Francisco (CD, RockBeat Records ROC-3366)

## Доп. ссылки
- Официальный сайт Харви Мандела
- Wide Hive Records Harvey Mandel Page
- Wide Hive Players II Guitar Page